# Бурхард, Людвиг
Людвиг Бурхард (нем. Ludwig Burchard; 31 мая 1886, Майнц — 7 сентября 1960, Лондон) — немецкий историк искусства, архивариус и библиофил, исследователь творчества Питера Пауля Рубенса.

## Биография
Сын бывшего придворного аптекаря Георга Бурхарда. Окончив летом 1904 года начальную школу в Великокняжеской гимназии в Карлсруэ, он поступил на двухгодичный курс классической филологии в Мюнхенском университете. Его учителями были Отто Крузиус, Адольф Фуртвенглер и Карл Фолль. Осенью 1906 года Людвиг перешёл в Гейдельбергский университет, чтобы продолжить учёбу, углубляя знания по истории искусства. Его профессорами были Дитрих фон Дун и Генрих Тоде. С осени 1907 года Людвиг Бурхард полностью посвятил себя истории искусств и перешёл в университет Галле.
1 августа 1911 года Бурхард получил докторскую степень за диссертацию «Голландские гравёры до Рембрандта» (Die Holländischen Radierer vor Rembrandt), выполненную под руководством Адольфа Гольдшмидта. Затем он с 1 октября 1911 года по 1 января 1912 года работал в качестве стажёра и до 1 апреля 1912 года сотрудником Королевского гравюрного кабинета в Дрездене. С 1917 года, во время Первой мировой войны, трудился в агентстве по спасению произведений искусства в департаменте Меца.
В 1919 году Людвиг женился на Лили (в девичестве Штанге) и до 1920 года был редактором знаменитого «Всеобщего лексикона художников от античности до современности» в тридцати семи томах (Allgemeinen Lexikon der Bildenden Künstler von der Antike bis zur Gegenwart).
С 1920 по 1922 год Людвиг Бурхард работал редактором «Журнала изобразительных искусств» (Zeitschrift für bildende Kunst). В 1935 году из-за антисемитской политики национал-социалистов эмигрировал с семьёй в Англию, в 1940 году был на короткое время интернирован, но натурализован в 1948 году.
Более сорока лет Бурхард собирал документы по истории фламандской живописи. Свой архив в годы Второй мировой войны он сумел переправить в Лондон. Бурхард работал над составлением материалов для полного каталога произведений П. П. Рубенса (Corpus Rubenianum), который он завещал в дар городу Антверпену (родине художника). Воля Бурхарда была выполнена: каталог был опубликован посмертно между 1968 и 1982 годами Национальным центром пластических искусств в Брюсселе. Незадолго до смерти Бурхард подготовил исследование о Якобе Йордансе.

## Основные научные труды
- Голландские гравёры до Рембрандта (Die Holländischen Radierer vor Rembrandt. Berlin, 1917)
- Легенда о Варлааме и Иосафате: приписывается св. Иоанну Дамаскину (Die Legende von Barlaam und Josaphat: Zugeschrieben dem hl. Johannes von Damaskus. Theatiner Verlag, München 1924)
- Каталог выставки: Фламандский пейзаж XVI—XVII веков (Katalog der Ausstellung: Das flämische Landschaftsbild des 16. und 17. Jahrhunderts; 6. — 30. Nov. 1927. Galerie Dr. Gottschewski/Dr. Schäffer, Berlin 1927)
- Corpus Rubenianum Ludwig Burchard (Иллюстрированный каталог работ Питера Пауля Рубенса. An illustrated catalogue raisonné of the Work of Peter Paul Rubens, 26 Bände, New York 1968—1982)
- Рисунки Рубенса. Совместно с Р. А. Де Хюльстом (Rubens-Zeichnungen. 2 Bände. Brüssel, 1963)